# Chasse à l'ours

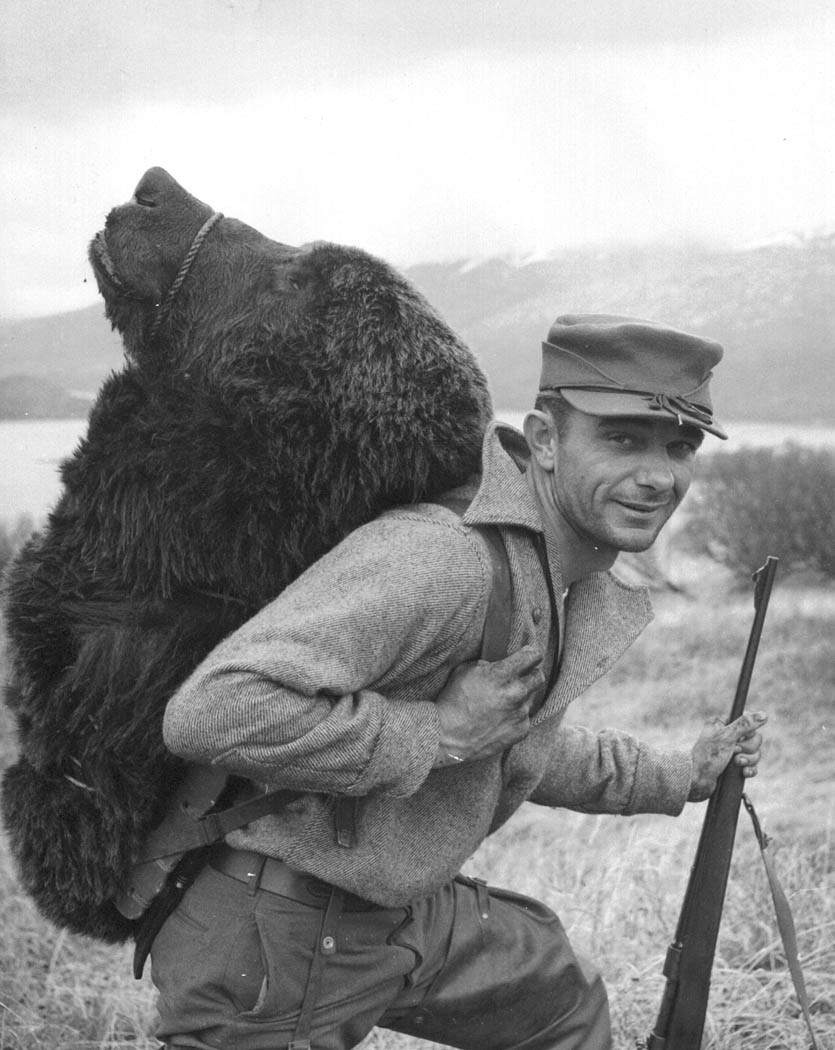
Chasseur d'ours portant son trophée, Archipel Kodiak, 1957.

La chasse à l'ours est un type de chasse qui consiste à tuer un ours. Selon les pays, cette chasse peut être réglementée ou totalement interdite.

## En France
La tradition de la chasse à l'ours est très ancienne en France. Au Moyen Âge, Gaston Fébus, seigneur du Comté de Foix et de Béarn, auteur d'un célèbre ouvrage sur la chasse, serait mort au retour d'une chasse à l'ours.

### Dans les Pyrénées
Animal mythique, père d'un personnage légendaire, Jean de l'Ours, il vit dans les montagnes profondes difficiles d'accès. Sa proximité avec les troupeaux en estive, voire les villages isolés, a entrainé les hommes à le chasser le plus souvent sous forme de battue. À cette occasion, les participants font un tohu-bohu avec force pétards, fusils, chiens et bruits divers. L'animal délogé est attendu par des chasseurs armés de fusils placés à des endroits stratégiques. Au XIXe siècle, rapporter sa dépouille dans la vallée est une fête au cours de laquelle les gens donnent une pièce au chasseur qui ramène sa peau, en remerciement du service rendu. Cependant, la vente d'une peau d'ours est encore plus rémunératrice.
Il existe aussi la chasse aux ourses suitées. Le métier de montreur d'ours étant assez rémunérateur dans ces régions où le travail est rare, les chasseurs suivent une mère et tente de la tuer pour récupérer les petits et les dompter. Cette chasse extrêmement dangereuse a eu pour conséquences de nombreuses morts de chasseurs; certains espérant récupérer les petits dans leur abri lorsque la mère est sortie. Celle-ci n'étant jamais loin, les accidents furent nombreux.
Les chasseurs d'ours sont très réputées et des articles élogieux, souvent romancés, racontent leurs exploits. Les riches notables qui découvrent le thermalisme dans les Pyrénées louent leurs services pour des battues ou des courses en montagne.
En France, la dernière battue « officielle » eut lieu en août 1963 dans les Basses-Pyrénées, aujourd'hui Pyrénées-Atlantiques. L'ours fut réintroduit en 1996 dans les Pyrénées

### Dans les Alpes
L'ours, peu abondant dans les Alpes, y fut chassé jusqu'à la fin du XIXe siècle, et disparut en 1937[réf. nécessaire].

## Au Canada
Plus de 6 500 ours noirs sont chassés au Canada en 2018, essentiellement pour leur viande. La chasse à l'Ours polaire est strictement réglementée, un quota de quelques individus est décidé chaque année et réservé aux Inuits.